# Theophilus van Alexandrië
Theophilus van Alexandrië ( - 412) was bijna 40
jaar patriarch van Alexandrië in Egypte. Zijn ambtstijd, die van 385 tot 412 duurde, werd gekenmerkt door gewapende strijd met het heidendom, het origenisme en de patriarchen van Constantinopel.
Theophilus was een Koptische paus in een tijd van conflict tussen de nieuwe, nu dominante christelijke stroming en het heidense establishment van Alexandrië. Beide stromingen werden ondersteund door een segment van de Alexandrijnse bevolking. Edward Gibbon (geen fan) beschreef Theophilus als ... de eeuwige vijand van de vrede en de deugd, een hondsbrutale, slechte man, die zijn handen afwisselend bevuilde met goud en met bloed.
Theophilus ontdekte in 391, volgens Rufinus en Sozomenus, een verborgen heidense tempel. Hij en zijn volgelingen stelden de heidense artefacten op een spottende wijze aan het publiek tentoon. Hierdoor raakten de heidenen zo beledigd dat dit een aanval op de christenen uitlokte. De christelijke factie deed nu een tegenaanval, waardoor de heidenen zich terug moesten trekken op het Serapeum, waar op dat moment mogelijk een deel van de bibliotheek van Alexandrië was ondergebracht. De keizer stuurde een brief waarin hij Theophilus opriep om gratie aan de overtredende heidenen te verlenen, maar dat de tempel moest worden afgebroken. Deze laatste eis, de verwoesting van de tempel, werd volgens Socrates Scholasticus, een tijdgenoot van Theophilus, toegevoegd als gevolg van een zware lobby door Theophilus.
Scholasticus gaat verder met de volgende beschrijving:

Profiterend van deze gelegenheid spande Theophilus zich tot het uiterste in... Hij zorgde ervoor dat de Mithraeum werd uitgemest... Daarna vernietigde hij het Serapeum ... en hij liet de fallussen van Priapus door het midden van het forum dragen. ... de heidense tempels ... werden daarom met de grond gelijkgemaakt, en de beelden van hun goden werden omgesmolten tot potten en andere handige gebruiksvoorwerpen voor het gebruik van de Alexandrijnse kerk

De vernietiging van het Serapeum werd door vele antieke- en moderne schrijvers gezien als de beslissende overwinning van het christendom op de andere religies. Volgens John van Nikiu, een 7e-eeuwse bron, prees de menigte van Alexandrijnse Koptische monniken, die de filosofe en wiskundige Hypatia lynchten en vilden, Theophilus' neef en opvolger Cyrillus van Alexandrië als de nieuwe Theophilus, aangezien hij de laatste resten van afgodendienst in de stad had vernietigd. Cyrillus van Alexandrië wordt ook alleen Cyrillus of Cyril genoemd.
Theophilus wierp zich nu op de volgelingen van Origenes, hoewel hij deze eerst had gesteund. Hij werd in 403 op zijn reis naar Constantinopel door zijn neef Cyril vergezeld. Daar vervulde hij het voorzitterschap van de Synode van de Eik. Deze synode resulteerde in de afzetting van de patriarch van Constantinopel Johannes Chrysostomus.
De Oosterse (Grieks-)Orthodoxe Synaxarion herdenkt op 10 juli de 10.000 monniken, die op bevel van Theophilus werden vermoord. Theophilus voerde een  campagne tegen hun, vanwege vermeend origenisme, en tegen de vier Lange broeders. Hoewel de Koptisch Orthodoxe Kerk hem als een heilige beschouwt, wordt hij in de andere oosters-orthodoxe kerken als een goddeloze herdacht. Zijn neef en opvolger Cyril wordt wel in het hele christendom als een heilige erkend.

## Overlevende werken
- Correspondentie met Sint Hiëronymus, paus Anastasius I en paus Innocentius I
- Tractaat tegen Johannes Chrysostomus
- Homilieën vertaald door Sint Hiëronymus, bewaard door Jacques Paul Migne
- Andere homilieën zijn alleen in Koptische en Ge'ez vertalingen overgeleverd

De homilie, uit het Oudgrieks, is met een preek te vergelijken en oorspronkelijk informeel onderwijs van de kerkvaders,

## Theophilus’ Paastabel
Theophilus verplichtte de vrome christelijke keizer Theodosius I (379-395) aan zich door (rond AD 390) zijn Paastabel aan hem op te dragen. De aan Theophilus’ Paastabel ten grondslag liggende metonische 19-jarige maancyclus moet zeer hebben verschild van de allereerste, rond AD 260 door Anatolius uitgevonden, soortgelijke maancyclus, maar zeer weinig van de soortgelijke maancyclus die rond AD 412 door de Alexandrijnse computist Annianus zou worden geïntroduceerd en rond AD 425 door Theophilus’ opvolger Cyrillus zou worden geadopteerd. Het is het juliaanse equivalent van deze nauw verwante variant van Theophylus’ 19-jarige maancyclus dat uiteindelijk in het Latijnse deel van Europa de overhand zou krijgen: in Italië een eeuw na zijn introductie in Rome (in of kort voor AD 526) door Dionysius Exiguus, in Brittannië en Ierland door toedoen van Beda Venerabilis (in AD 725), in het Frankische koninkrijk in de loop van de achtste eeuw (vanuit Engeland).

## Verwijzingen
1. ↑  (en)  Edward Gibbon, The History of the Decline and Fall of the Roman Empire, 1776-1788. p. 57
2. ↑  (grc)  Socrates Scholasticus, Historia Ecclesiastica, 16.
3. ↑  (grc)  John van Nikiu. Kroniek, ongeveer 700.
4. ↑  (en)  Orthodox Church in America. Lives of all saints commemorated on July 10. Deze heilige martelaren van Christus, die in de woestijnen en grotten van de Nitrische woestijn leefden, werden door patriarch Theophilus van Alexandrië gedwongen een bittere dood onder ogen te zien. Hij beschuldigde hen ten onrechte van Origenisme, waar zij zich in feite de gramschap van patriarch op de hals hadden gehaald door onderdak te verlenen aan zijn vijand, de priester Isidorus.
5. ↑  Mosshammer (2008) 190-192
6. ↑  Zuidhoek (2019) 72-74
7. ↑  Zuidhoek (2019) 67-70